# Geigeria
Geigeria är ett släkte av korgblommiga växter. Geigeria ingår i familjen korgblommiga växter.

## Dottertaxa tillGeigeria, i alfabetisk ordning[1]
- Geigeria acaulis
- Geigeria acicularis
- Geigeria affinis
- Geigeria alata
- Geigeria angolensis
- Geigeria aspalathoides
- Geigeria aspera
- Geigeria brachycephala
- Geigeria brevifolia
- Geigeria burkei
- Geigeria decurrens
- Geigeria elongata
- Geigeria englerana
- Geigeria filifolia
- Geigeria hoffmanniana
- Geigeria lata
- Geigeria linosyroides
- Geigeria mendoncae
- Geigeria nianganensis
- Geigeria obtusifolia
- Geigeria odontoptera
- Geigeria ornativa
- Geigeria otaviensis
- Geigeria pectidea
- Geigeria pilifera
- Geigeria plumosa
- Geigeria rigida
- Geigeria schinzii
- Geigeria spinosa
- Geigeria vigintisquamea